# Pujallup indiánok

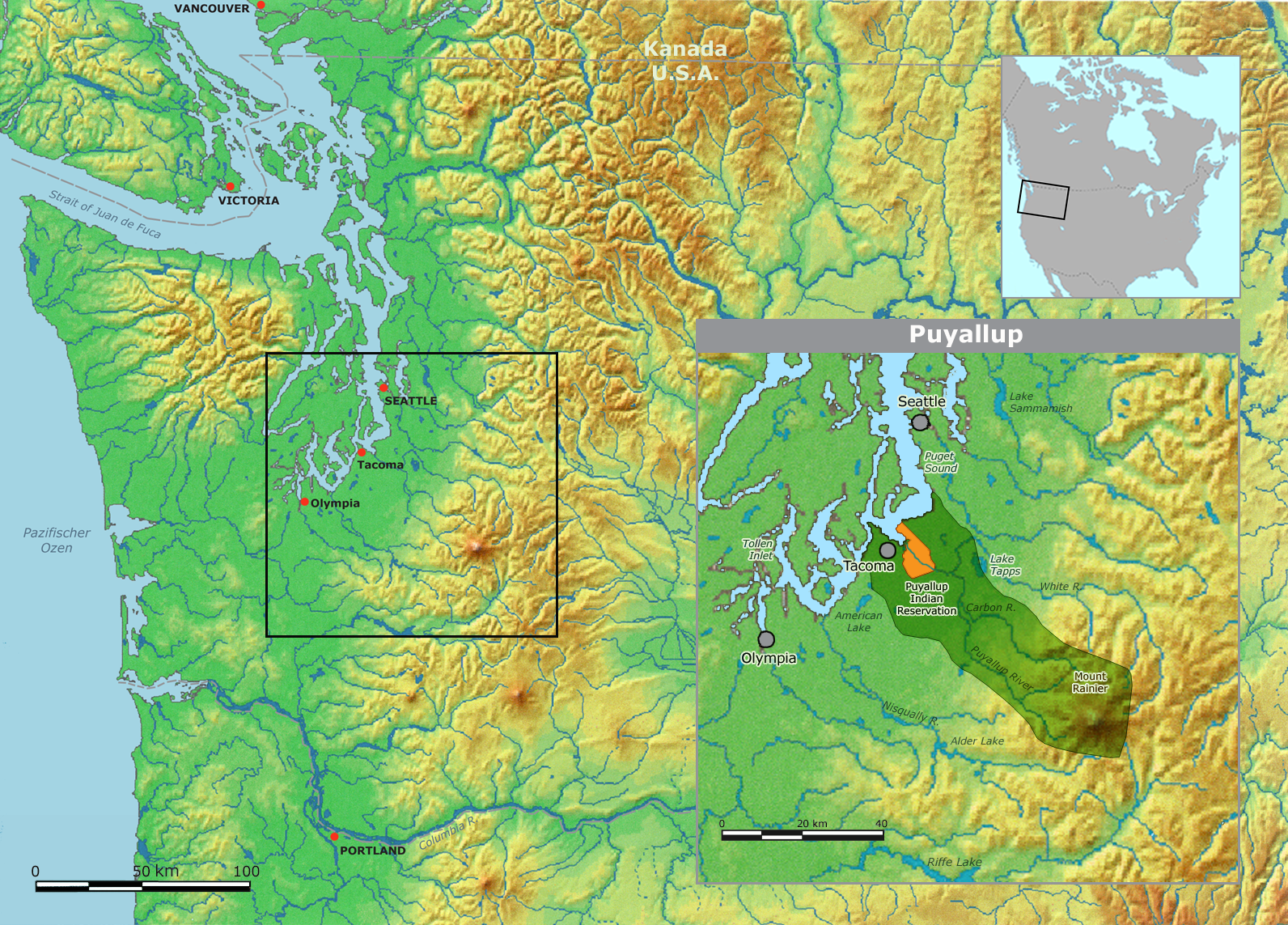
A rezervátum elhelyezkedése

A pujallup indiánok az USA Washington államában, Tacoma közelében élnek. Az őslakók saját nyelvükön Spuyaləpabš és S’Puyalupubsh néven említik magukat.
A törzs egykor a lusútszíd nyelv Txʷǝlšucid (Twulshootseed) dialektusát beszélte.

## Rezervátum
Közel 74 négyzetkilométeres területével a Pujallup rezervátum a térség egyik legnagyobb indián rezervátuma. Mivel a terület nagy részét kívülállóknak értékesítették, gyakran nem szerepel a térképeken. A 2010. évi népszámláláskor a rezervátumban 46 816-an éltek.
A 19. század közepétől egyre több bevándorló jelent meg; az őslakókat az 1854-es egyezménnyel rezervátumokba kényszerítették. Ugyan az indiánok területük egy részét elveszítették, halászati és vadászati jogaik megmaradtak.
A Puyallup folyó szabályozását követően a törzs pert nyert a tacomai kikötő ellen, és 163 millió dollár kártérítést ítéltek meg nekik.

## Gazdaság
A 20. és 21. század fordulóján a törzsnek a halászat mellett más bevételi forrásokra volt szüksége. Mivel a rezervátum szuverén terület, ezért a törzs tagjai adómentesen árulhattak cigarettát, azonban az állammal kötött megállapodás értelmében az adómentesség megszűnt.
A 20. század végétől a szövetségi törvények lehetővé teszik, hogy a jogilag elismert törzsek kaszinókat üzemeltethessenek. Az Emerald Queen Casino 1996-ban nyílt meg a tacomai kikötőben állomásozó hajón, azonban ez a kikötővel kötött megállapodás értelmében bezárt. Az új kaszinó, hotel és parkolóház 2020 júniusában nyílt meg.
A törzs kannabiszboltot is fenntart.

## Közigazgatás
Az Indian Reorganization Act értelmében 1936-ban megalakulhatott a törzsi önkormányzat, amely mellett tanács és bíróság is működik.
A törzsi tanács hét tagját három évre választják. A törvények megalkotása és az adminisztratív feladatok ellátása mellett a tanács üzemelteti a Leschi törzsfőnökről elnevezett iskolát.
A bíróság a törzs alkotmánya érdekében jött létre, és kiemelt figyelmet fordít az idősek és a gyermekek védelmére.

## Fordítás
- Ez a szócikk részben vagy egészben  a   Puyallup people című angol Wikipédia-szócikk ezen változatának fordításán alapul.  Az eredeti cikk szerkesztőit annak laptörténete sorolja fel. Ez a jelzés csupán a megfogalmazás eredetét és a szerzői jogokat jelzi, nem szolgál a cikkben szereplő információk forrásmegjelöléseként.